# Vinay (Marna)
Vinay è un comune francese di 531 abitanti situato nel dipartimento della Marna nella regione del Grand Est.

## Società

### Evoluzione demografica
Abitanti censiti